# Fritz von Valtier
Fritz von Valtier (geboren 6. April 1902 in Zoppot, Deutsches Reich; gestorben Ende 1971) war ein deutscher Ausstellungsarchitekt.

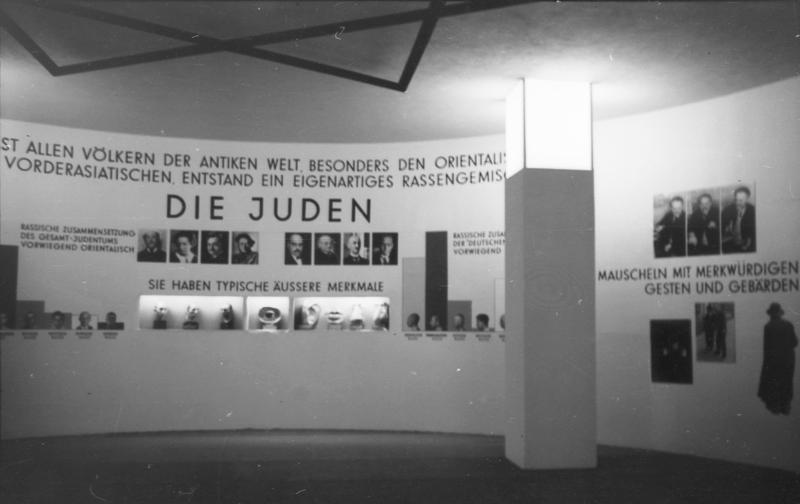
Ausstellung in München 1937

## Leben
Fritz von Valtier war ein Sohn des Postrats Erich von Valtier und der Gertrud Schipanski. Er machte eine Buchhandelslehre und arbeitete später als Buchillustrator und Ausstellungsarchitekt. Von Valtier trat nach der Machtübergabe an die Nationalsozialisten am 1. April 1933 der NSDAP bei und war in der Zeit des Nationalsozialismus zunächst im Reichspropagandaamt München-Oberbayern beschäftigt.
Von Valtier war in München Mitgestalter der Ausstellungen Der Bolschewismus – Antibolschewistische Schau (1936), Entartete Kunst (1937) und Der ewige Jude (1937). Im Zweiten Weltkrieg leistete er zeitweise Militärdienst. Im Juni 1941 wurde er in den Dienst des Auswärtigen Amts an die deutsche Botschaft im besetzten Paris abkommandiert, wo er die technische Leitung der Wanderausstellung Le Juif et la France innehatte, die vom 5. September 1941 bis 15. Januar 1942 in Paris gezeigt wurde und dann nach Bordeaux und Nancy ging. Die Ausstellung wurde inhaltlich von George Montandon gestaltet und seitens der Deutschen Botschaft von Carltheo Zeitschel geleitet.
Von Valtier führte danach die Ausstellung La Vie Nouvelle durch und bereitete Anfang 1943 weitere Ausstellungen vor, bis er wieder in den aktiven Militärdienst zurückbeordert wurde.
In der Nachkriegszeit kam von Valtier 1949 im Vertrieb der Illustrierten Kristall im Axel-Springer-Verlag unter.